# 5718 Roykerr
5718 Roykerr este o planetă minoră (asteroid) din centura de asteroizi. A fost descoperită pe 4 august 1983 la Lake Tekapo⁠(d) de Alan C. Gilmore⁠(d) și a fost numită după Roy Patrick Kerr. 
Obiectul prezintă o orbită caracterizată de o semiaxă mare de 2,2137551 UAi, o excentricitate de 0,2316048, o înclinație de 6,08459 ° în raport cu ecliptica.